# Sofie Svava
Sofie Svava  née le 11 août 2000 à Gentofte (Danemark), est une footballeuse internationale danoise évoluant au poste de latéral gauche avec l'Olympique lyonnais.

## Biographie

### En club
Arrivée en 2017 au club danois de Brøndby, où elle avait déjà évolué dans les équipes de jeunes, Sofie Svava remporte le championnat en 2019. Elle est ensuite recrutée en Suède par le FC Rosengård pour un montant record, où elle remporte également le championnat six mois plus tard. En 2020, elle est transférée en Allemagne au VfL Wolfsburg pour 100 000 €.
En janvier 2022, elle rejoint le Real Madrid.
En juin 2024, elle signe avec l'Olympique lyonnais jusqu'en 2027. Elle réussit ses débuts avec le club lyonnais, et profite de la blessure de Selma Bacha à son poste pour obtenir du temps de jeu.
Le 18 mai 2025, elle devient championne de France avec l'Olympique lyonnais.

### En sélection
Sofie Svava reçoit sa première sélection en équipe nationale A en janvier 2019, et participe aux éliminatoires de l'Euro 2022.

## Statistiques
| Saison                 | Club                                   | Championnat           | Championnat | Championnat | Coupe(s) nationale(s) | Coupe(s) nationale(s) | Supercoupe | Supercoupe | Compétition(s) continentale(s) | Compétition(s) continentale(s) | Compétition(s) continentale(s) | Total | Total |
| Saison                 | Club                                   | Division              | M.          | B.          | M.                    | B.                    | M.         | B.         | Comp.                          | M.                             | B.                             | M.    | B.    |
| 2017-2018              | Brøndby IF (féminines)                 | Kvindeligaen          | 22          | 4           | -                     | -                     | -          | -          | WCL                            | 2                              | 0                              | 24    | 4     |
| 2018-2019              | Brøndby IF (féminines)                 | Kvindeligaen          | 20          | 2           | -                     | -                     | -          | -          | WCL                            | 4                              | 0                              | 24    | 2     |
| Sous-total             | Sous-total                             | Sous-total            | 42          | 6           | -                     | -                     | -          | -          | -                              | 6                              | 0                              | 48    | 6     |
| 2019                   | FC Rosengård (féminines)               | Damallsvenskan        | 15          | 3           | 1                     | 0                     | -          | -          | -                              | -                              | -                              | 16    | 3     |
| 2020                   | FC Rosengård (féminines)               | Damallsvenskan        | 20          | 2           | 1                     | 0                     | -          | -          | WCL                            | 2                              | 0                              | 23    | 2     |
| Sous-total             | Sous-total                             | Sous-total            | 35          | 5           | 2                     | 0                     | -          | -          | -                              | 2                              | 0                              | 39    | 5     |
| 2021                   | VfL Wolfsburg (féminines)              | Frauen-Bundesliga     | 14          | 0           | 2                     | 0                     | -          | -          | WCL                            | 4                              | 0                              | 20    | 0     |
| Sous-total             | Sous-total                             | Sous-total            | 14          | 0           | 3                     | 0                     | -          | -          | -                              | 7                              | 0                              | 24    | 0     |
| janvier 2022-juin 2022 | Real Madrid Club de Fútbol (féminines) | Liga F                | 13          | 0           | 3                     | 0                     | -          | -          | WCL                            | 2                              | 0                              | 18    | 0     |
| 2022-2023              | Real Madrid Club de Fútbol (féminines) | Liga F                | 28          | 0           | 4                     | 0                     | 1          | 0          | WCL                            | 9                              | 0                              | 42    | 0     |
| 2023-2024              | Real Madrid Club de Fútbol (féminines) | Liga F                | 18          | 0           | 2                     | 0                     | 1          | 0          | WCL                            | 4                              | 0                              | 25    | 0     |
| Sous-total             | Sous-total                             | Sous-total            | 59          | 0           | 9                     | 0                     | 2          | 0          | -                              | 15                             | 0                              | 85    | 0     |
| 2024-2025              | Olympique lyonnais                     | Division 1            | 18+2        | 0           | 1                     | 0                     | -          | -          | WCL                            | 6                              | 0                              | 27    | 0     |
| Sous-total             | Sous-total                             | Sous-total            | 18+2        | 0           | 1                     | 0                     | -          | -          | -                              | 6                              | 0                              | 27    | 0     |
| Total sur la carrière  | Total sur la carrière                  | Total sur la carrière | 168+2       | 11          | 15                    | 0                     | 4          | 0          | -                              | 36                             | 0                              | 225   | 11    |

## Palmarès

### En club
- Championne du Danemark en 2019 avec le Brøndby IF
- Vainqueur de la Coupe du Danemark en 2018 avec le Brøndby IF
- Championne de Suède en 2019 avec le FC Rosengård
- Championne de France en 2025 avec l'Olympique Lyonnais

### Distinctions individuelles
- Élue joueuse espoir danoise de l'année en 2019[9].